# Ellen Greene
Ellen Greene (Brooklyn, 1951. február 22. –) amerikai énekesnő, színésznő.

## Filmográfia

### Film
| Év   | Magyar cím                                    | Eredeti cím                        | Szerep                       | Magyar hang      |
| ---- | --------------------------------------------- | ---------------------------------- | ---------------------------- | ---------------- |
| 1976 | Következő megálló: Greenwich Village          | Next Stop, Greenwich Village       | Sarah Roth                   | Balázsovits Edit |
| 1982 | Élet kifulladásig                             | I'm Dancing as Fast as I Can       | Karen Mulligan               |                  |
| 1986 | Rémségek kicsiny boltja                       | Little Shop of Horrors             | Audrey                       | Kocsis Judit     |
| 1986 | Rémségek kicsiny boltja                       | Little Shop of Horrors             | Audrey                       | Spilák Klára     |
| 1988 |                                               | Ich und er                         | Annette Uttanzi              |                  |
| 1988 | Hívd a rádiót!                                | Talk Radio                         | Ellen                        |                  |
| 1990 | Adj rá kakaót!                                | Pump Up the Volume                 | Jan Emerson                  | Virághalmy Judit |
| 1991 | Mese Rockkal                                  | Rock-a-Doodle                      | Goldie (hangja)              |                  |
| 1991 | Csupa balláb                                  | Stepping Out                       | Maxine                       |                  |
| 1992 | A halál prófétája                             | Fathers & Sons                     | Judy                         |                  |
| 1994 | Csupasz pisztoly 33 1/3 – Az utolsó merénylet | Naked Gun 33 1/3: The Final Insult | Louise                       | Sáfár Anikó      |
| 1994 | Elég a vadnyugatból!                          | Wagons East                        | Belle                        |                  |
| 1994 | Léon, a profi                                 | Léon: The Professional             | Margie Lando, Mathilda anyja | Kiss Erika       |
| 1994 | Léon, a profi                                 | Léon: The Professional             | Margie Lando, Mathilda anyja | Takács Andrea    |
| 1995 | Killer: Egy sorozatgyilkos naplója            | Killer: A Journal of Murder        | Elizabeth Wyatt              |                  |
| 1996 | Hirtelen pokol                                | An Occasional Hell                 | Della                        | Vennes Emmy      |
| 1996 | Szép kis nap!                                 | One Fine Day                       | Elaine Lieberman             |                  |
| 1997 |                                               | States of Control                  | Carol                        |                  |
| 1998 | Fiatal és kegyetlen                           | Jaded                              | Louise Smith                 |                  |
| 2001 |                                               | Alex in Wonder                     | Clarice                      |                  |
| 2003 | A szerencseforgató                            | The Cooler                         | Doris                        |                  |
| 2003 | Műanyag szerető                               | Love Object                        | felügyelő                    |                  |
| 2010 |                                               | Privileged                         | Mrs. Rothman                 |                  |
| 2016 |                                               | Muddy Corman                       | Dawn Denford                 |                  |
| 2019 |                                               | The Untold Story                   | Lydia                        |                  |

### Televízió
| Év        | Magyar cím                                        | Eredeti cím                     | Szerep                     | Megjegyzések                                                     |
| --------- | ------------------------------------------------- | ------------------------------- | -------------------------- | ---------------------------------------------------------------- |
| 1977      |                                                   | Seventh Avenue                  | Paula Class                | minisorozat (2 epizód)                                           |
| 1978      |                                                   | The Rock Rainbow                | Jess                       | tévéfilm                                                         |
| 1983      |                                                   | The Magic of Herself the Elf    | Creeping Ivy (hangja)      | tévéfilm                                                         |
| 1985      | Miami Vice                                        | Miami Vice                      | Darlene                    | - 1 epizód - magyar hangja: - Prókai Annamária - Závodszky Noémi |
| 1987      |                                                   | Morning Maggie                  | Maggie McAllister          | tévéfilm                                                         |
| 1988      |                                                   | Superman 50th Anniversary       | Ariel Dickenson            | dokumentumfilm                                                   |
| 1989      |                                                   | Glory! Glory!                   | Ruth                       | tévéfilm                                                         |
| 1989      |                                                   | CBS Summer Playhouse            | Sally Maggio               | 1 epizód                                                         |
| 1989      |                                                   | Dinner at Eight                 | Kitty Packard              | tévéfilm                                                         |
| 1994      | Pete és kis Pete                                  | The Adventures of Pete & Pete   | Abilene Jones              | 1 epizód                                                         |
| 1995      | Cybill                                            | Cybill                          | Sharon                     | 2 epizód                                                         |
| 1995      | Esküdt ellenségek                                 | Law & Order                     | Karen Gaines               | 1 epizód                                                         |
| 1997      |                                                   | Dellaventura                    | Elizabeth Brodkin          | 1 epizód                                                         |
| 2000      | Szeleburdi Susan                                  | Suddenly Susan                  | Harriet Graham             | 1 epizód                                                         |
| 2002      | X-akták                                           | The X-Files                     | Vicki Louise Burdick       | 1 epizód (Valószínűtlen)                                         |
| 2002      | Bostoni halottkémek                               | Crossing Jordan                 | Mrs. Dunham                | 1 epizód                                                         |
| 2005      | Rejtélyek asszonya: Gyilkos dallam                | Mystery Woman: Sing Me a Murder | Carly                      | - tévéfilm - magyar hangja: - Kökényessy Ági - Götz Anna         |
| 2005      | Válaszút előtt                                    | Fielder's Choice                | Jill                       | tévéfilm                                                         |
| 2006      |                                                   | Re-Animated                     | Dolly Gopher (hangja)      | tévéfilm                                                         |
| 2007–2008 |                                                   | Out of Jimmy's Head             | Dolly Gopher (hangja)      | főszereplő (14 epizód)                                           |
| 2007–2009 | Halottnak a csók                                  | Pushing Daisies                 | Vivian Charles             | főszereplő (22 epizód)                                           |
| 2007–2009 | Hősök                                             | Heroes                          | Virginia Grey              | 3 epizód                                                         |
| 2009      | Batman: A bátor és a vakmerő                      | Batman: The Brave and the Bold  | Mrs. Manface (hangja)      | 1 epizód                                                         |
| 2011      | Nyughatatlan fiatalok                             | The Young and the Restless      | Primrose DeVille           | visszatérő szerep                                                |
| 2012      | Pound Puppies: Kutyakölyköt minden kiskölyöknek!' | Pound Puppies                   | Gertrude Washburn (hangja) | 1 epizód                                                         |
| 2012      |                                                   | Bunheads                        | Wiccan Friend              | 2 epizód                                                         |
| 2013      | Hannibal                                          | Hannibal                        | Mrs. Komeda                | 1 epizód                                                         |
| 2013      |                                                   | The Walking Dead: The Oath      | Gale                       | 2 epizód                                                         |
| 2017      | Amikor a szív diktál                              | Love's Last Resort              | Bonnie Leigh               | - tévéfilm - magyar hangja: - Vándor Éva                         |
| 2017      | Aranyhaj: A sorozat                               | Tangled: The Series             | Mrs. Sugarby (hangja)      | 1 epizód                                                         |